# Comuna Întregalde, Alba
Întregalde (în maghiară: Havasgáld, în germană: Koliben) este o comună în județul Alba, Transilvania, România, formată din satele Dealu Geoagiului, Ghioncani, Iliești, Ivăniș, Întregalde (reședința), Mărinești, Modolești, Necrilești, Popești, Sfârcea și Tecșești.

## Demografie
Componența etnică a comunei Întregalde
     Români (85,62%)
     Alte etnii (14,38%)
Componența confesională a comunei Întregalde
     Ortodocși (83,88%)
     Alte religii (1,74%)
     Necunoscută (14,38%)
Conform recensământului efectuat în 2021, populația comunei Întregalde se ridică la 459 de locuitori, în scădere față de recensământul anterior din 2011, când fuseseră înregistrați 577 de locuitori. Majoritatea locuitorilor sunt români (85,62%). Din punct de vedere confesional, majoritatea locuitorilor sunt ortodocși (83,88%), iar pentru 14,38% nu se cunoaște apartenența confesională.

## Politică și administrație
Comuna Întregalde este administrată de un primar și un consiliu local compus din 9 consilieri. Primarul, Victoria Moga[*], de la Partidul Național Liberal, este în funcție din octombrie 2020. Începând cu alegerile locale din 2024, consiliul local are următoarea componență pe partide politice:
|  | Partid                    | Consilieri | Componența Consiliului | Componența Consiliului | Componența Consiliului | Componența Consiliului | Componența Consiliului | Componența Consiliului | Componența Consiliului |
|  | ------------------------- | ---------- | ---------------------- | ---------------------- | ---------------------- | ---------------------- | ---------------------- | ---------------------- | ---------------------- |
|  | Partidul Național Liberal | 7          |                        |                        |                        |                        |                        |                        |                        |
|  | Partidul Social Democrat  | 2          |                        |                        |                        |                        |                        |                        |                        |

## Atracții turistice
- Biserica de lemn "Sfântul Ilie" din satul Întrgalde, construcție 1774, monument istoric
- Biserica de lemn "Sfinții Arhangheli Mihail și Gavril" din satul Dealu Geoagiului, construcție 1742
- Rezervația naturală "Cheile Întregalde" (25 ha)
- Muzeul etnografic din Întregalde
- Rezervația naturală "Cheile Găldiței și Turcului" (80 ha)
- Rezervația naturală "Cheile Tecșeștilor" (5 ha)
- Rezervația naturală "Piatra Ceții" (75 ha)
- Peștera "Bisericuța" din satul Sfârcea
- Rezervația naturală "Poiana cu narcise din Tecșești (2 ha)

## Imagini

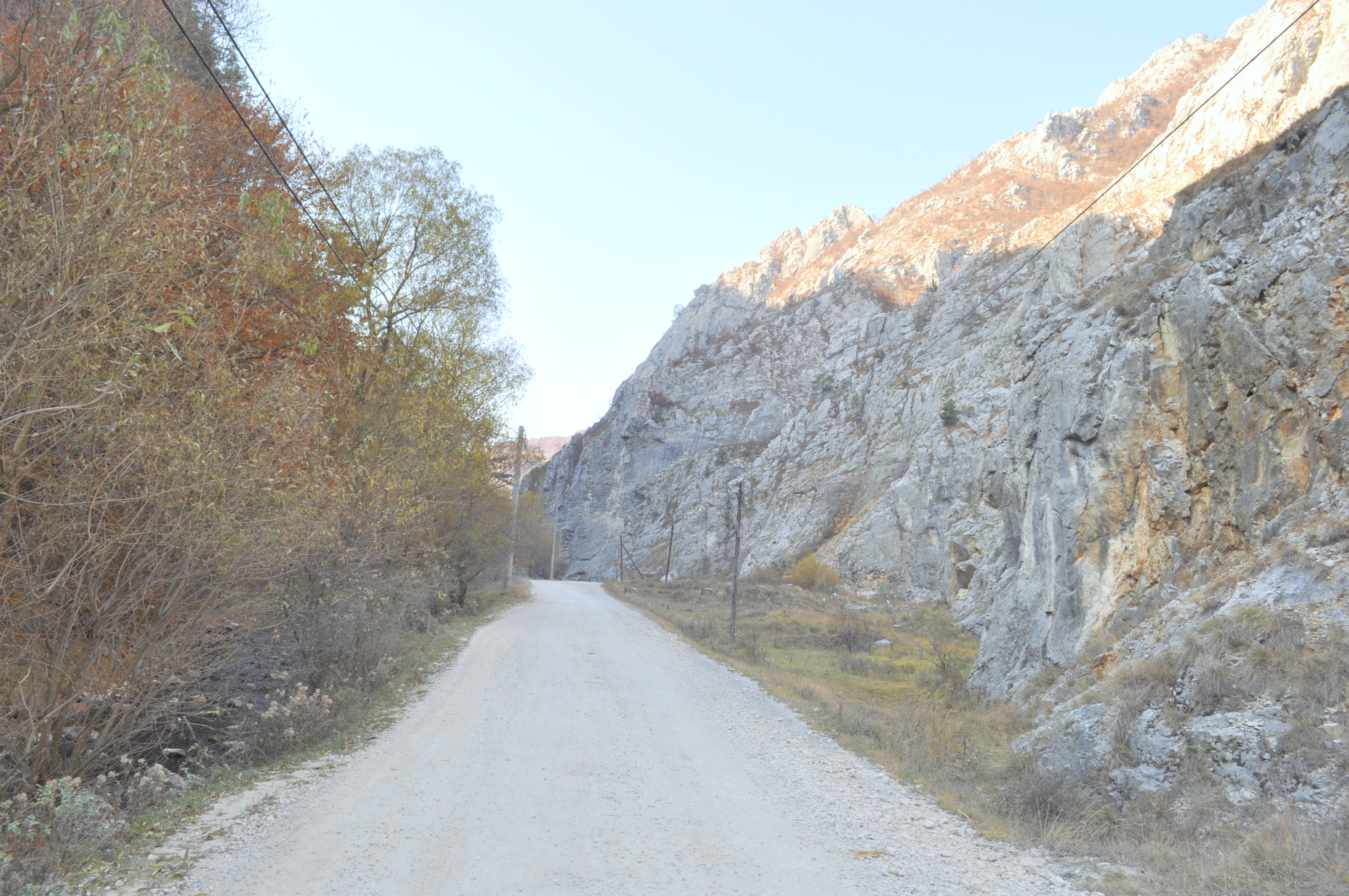
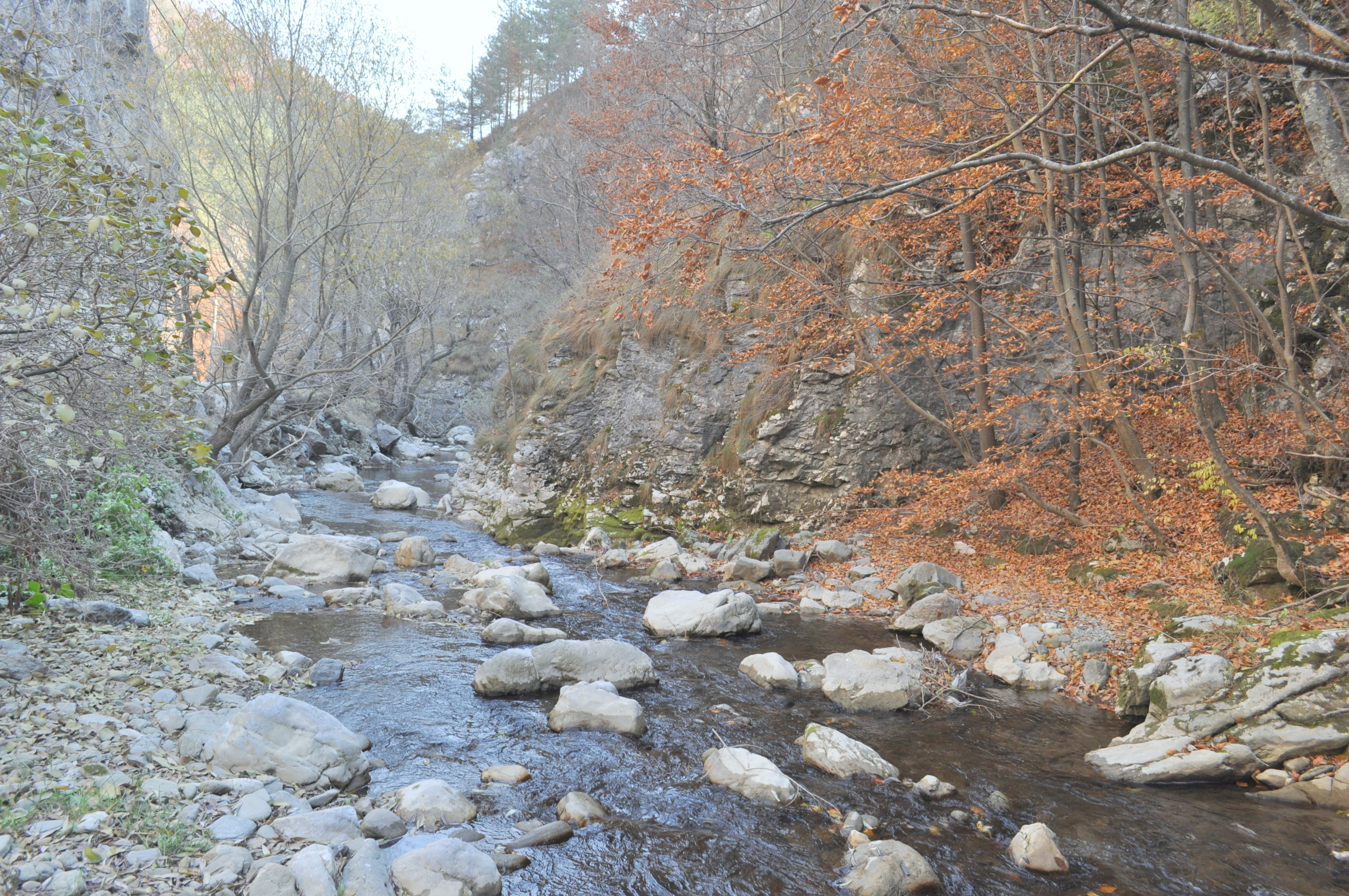
Râul Galda
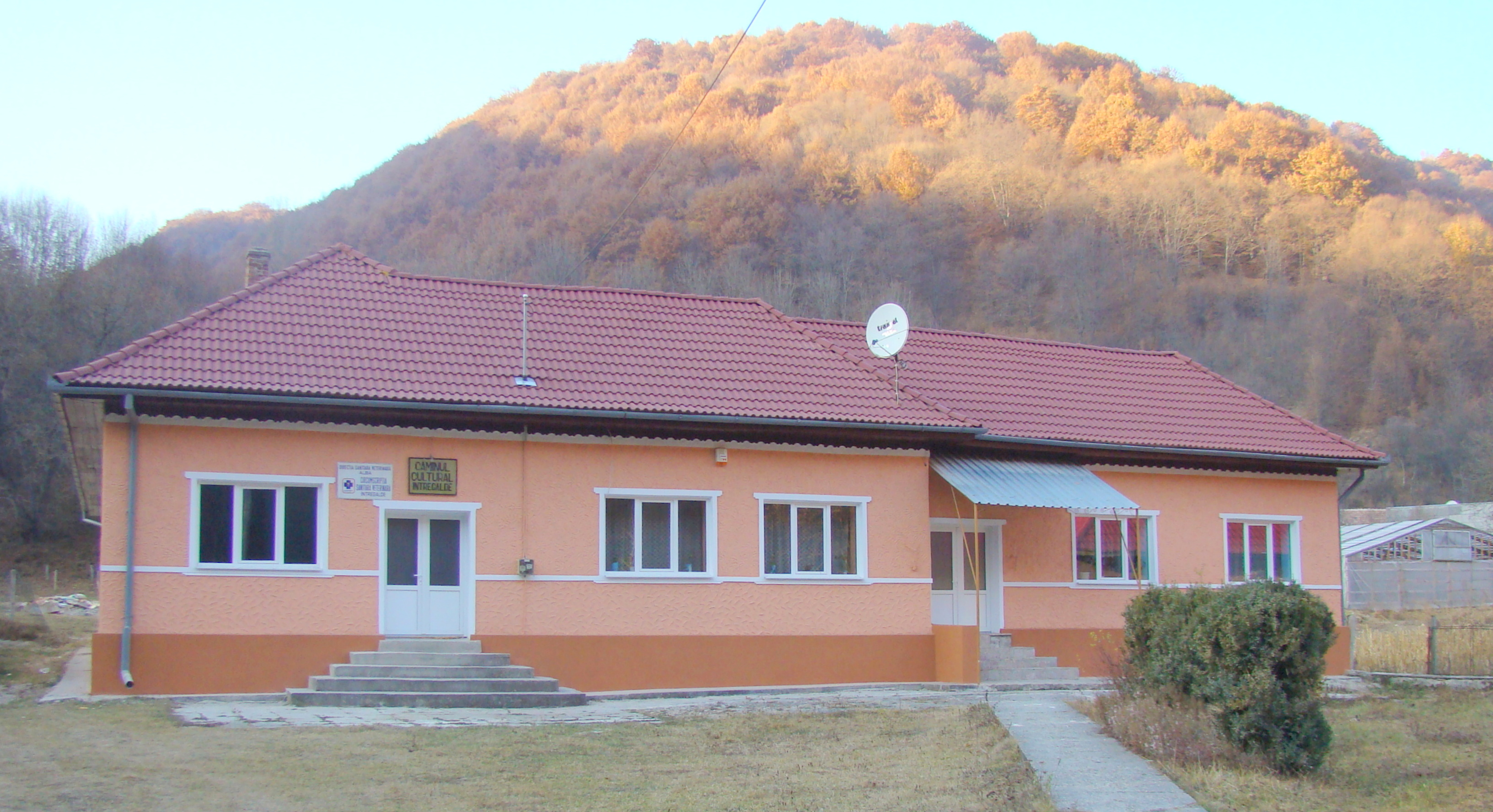
Căminul cultural
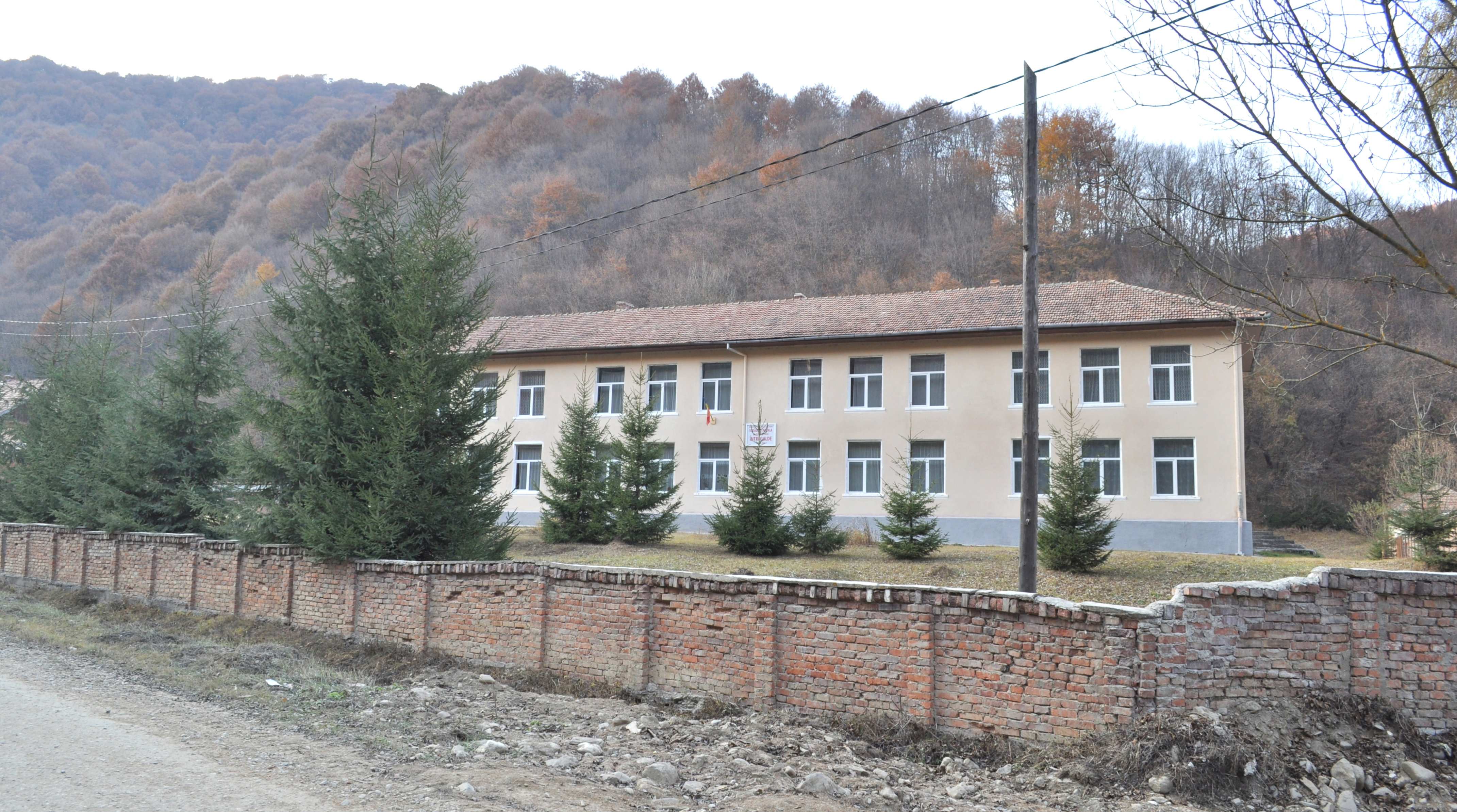
Școala
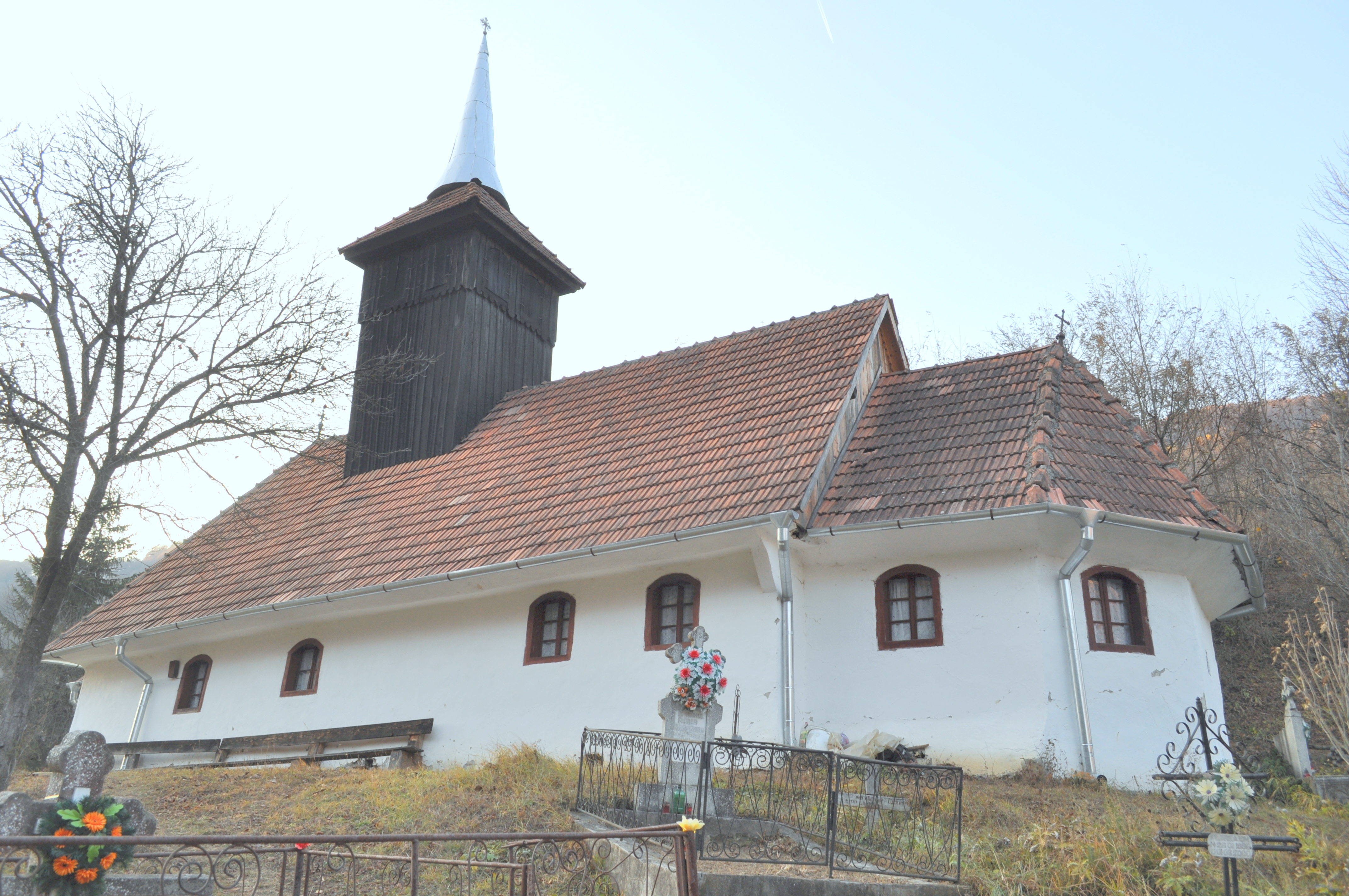
Biserica de lemn „Sf. Ilie” (monument istoric)
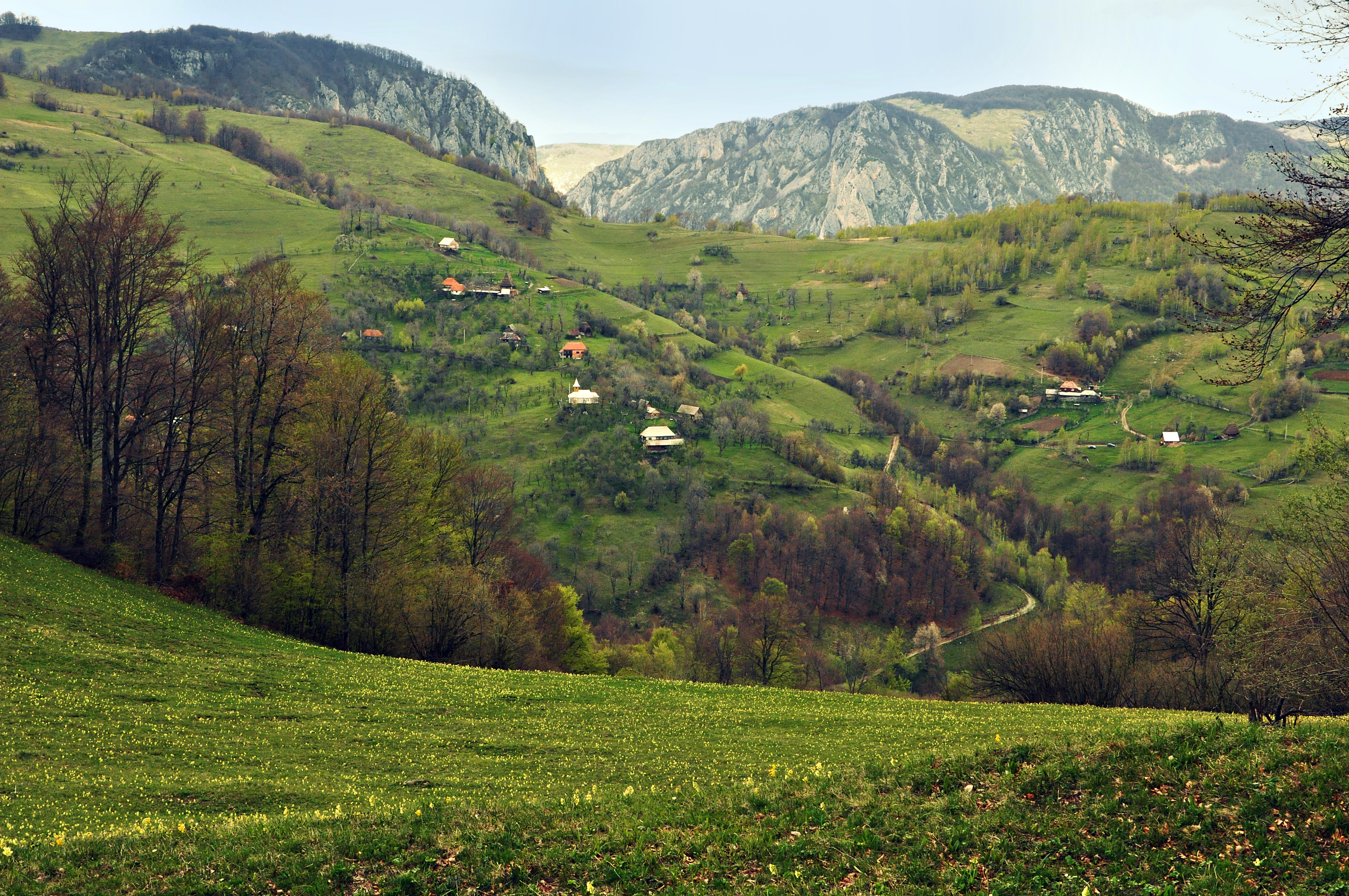
Tecșești
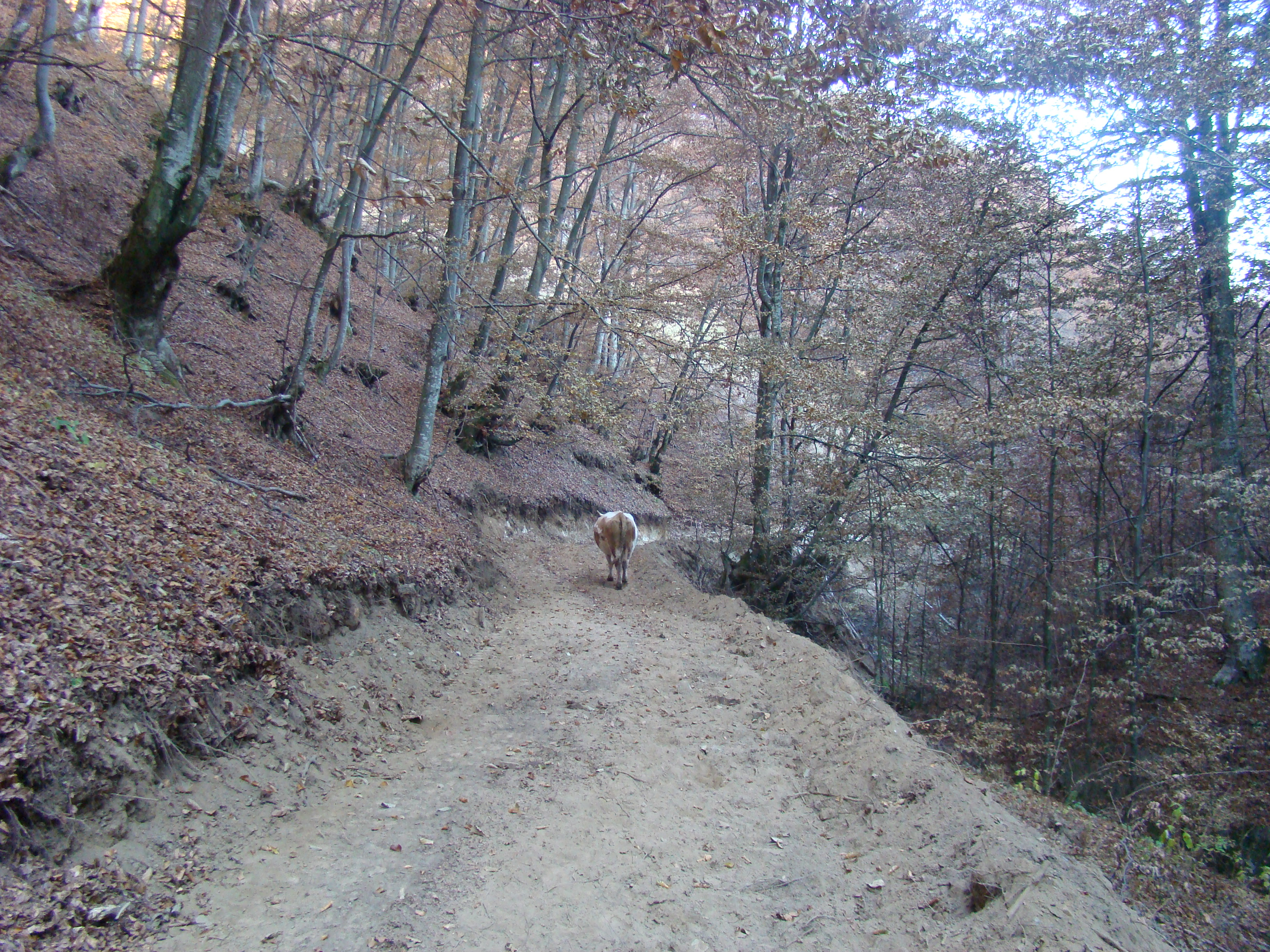
„Drumul” spre Dealu Geoagiului
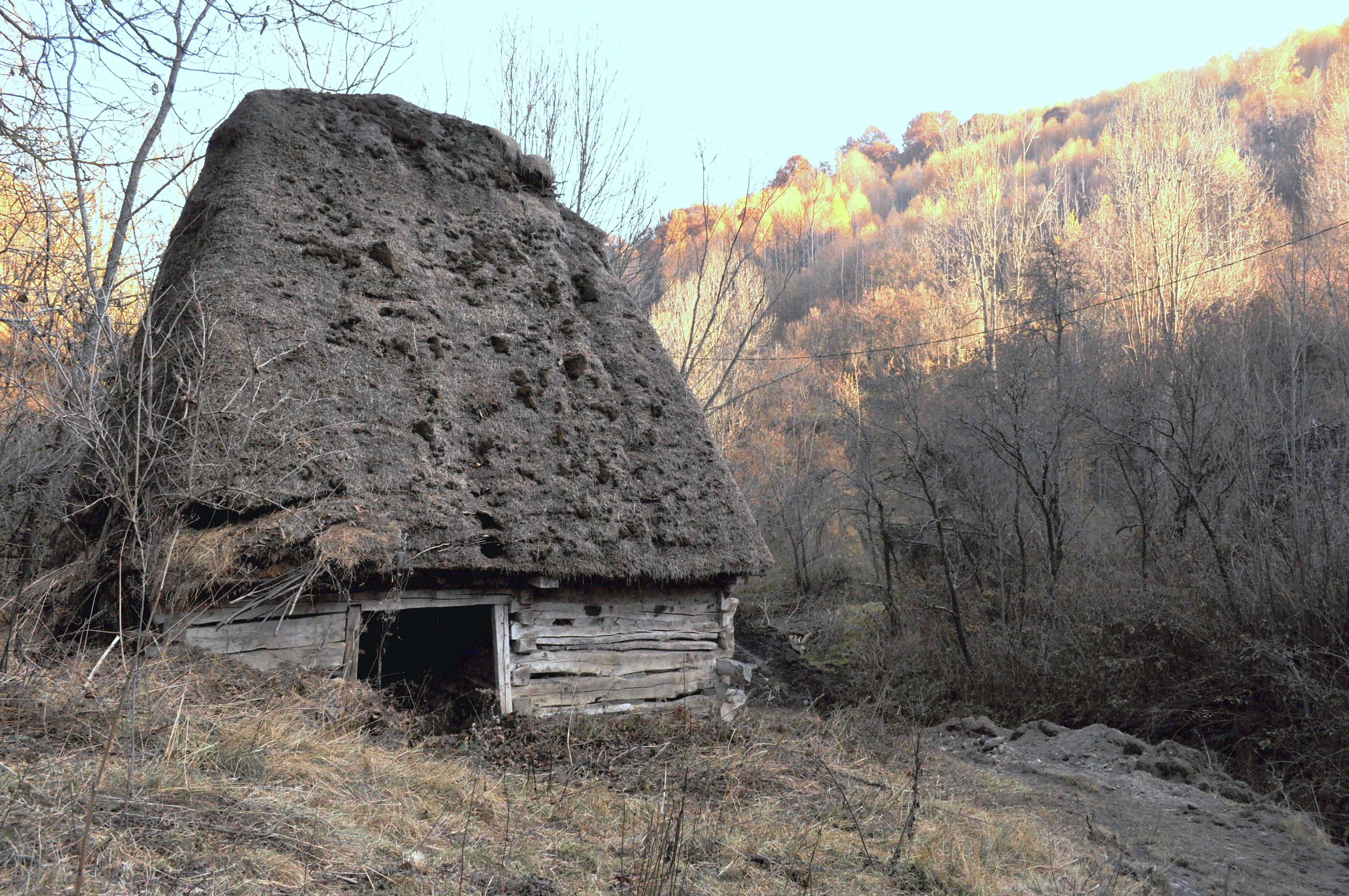
Dealu Geoagiului
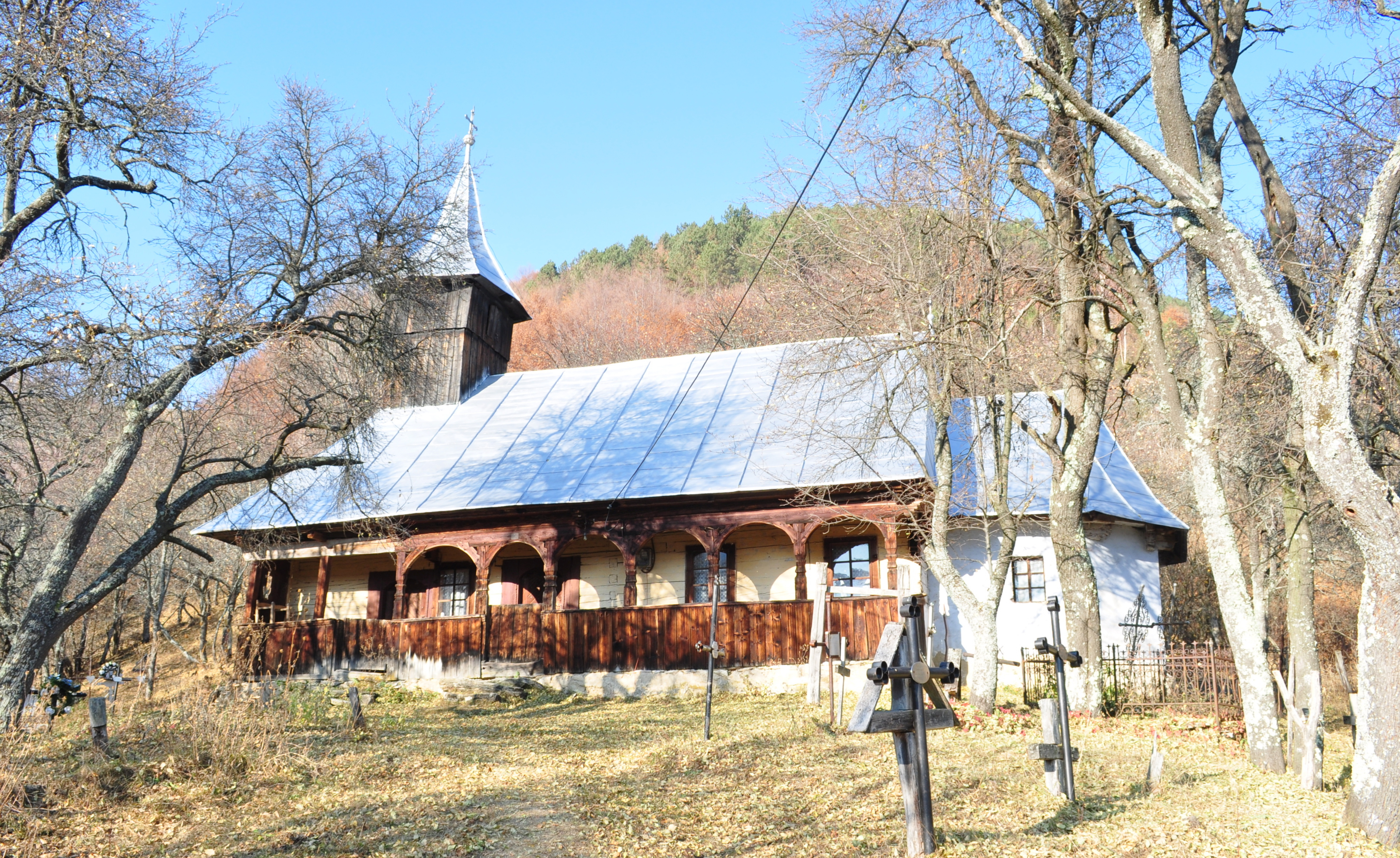
Biserica de lemn din Dealu Geoagiului (monument istoric)
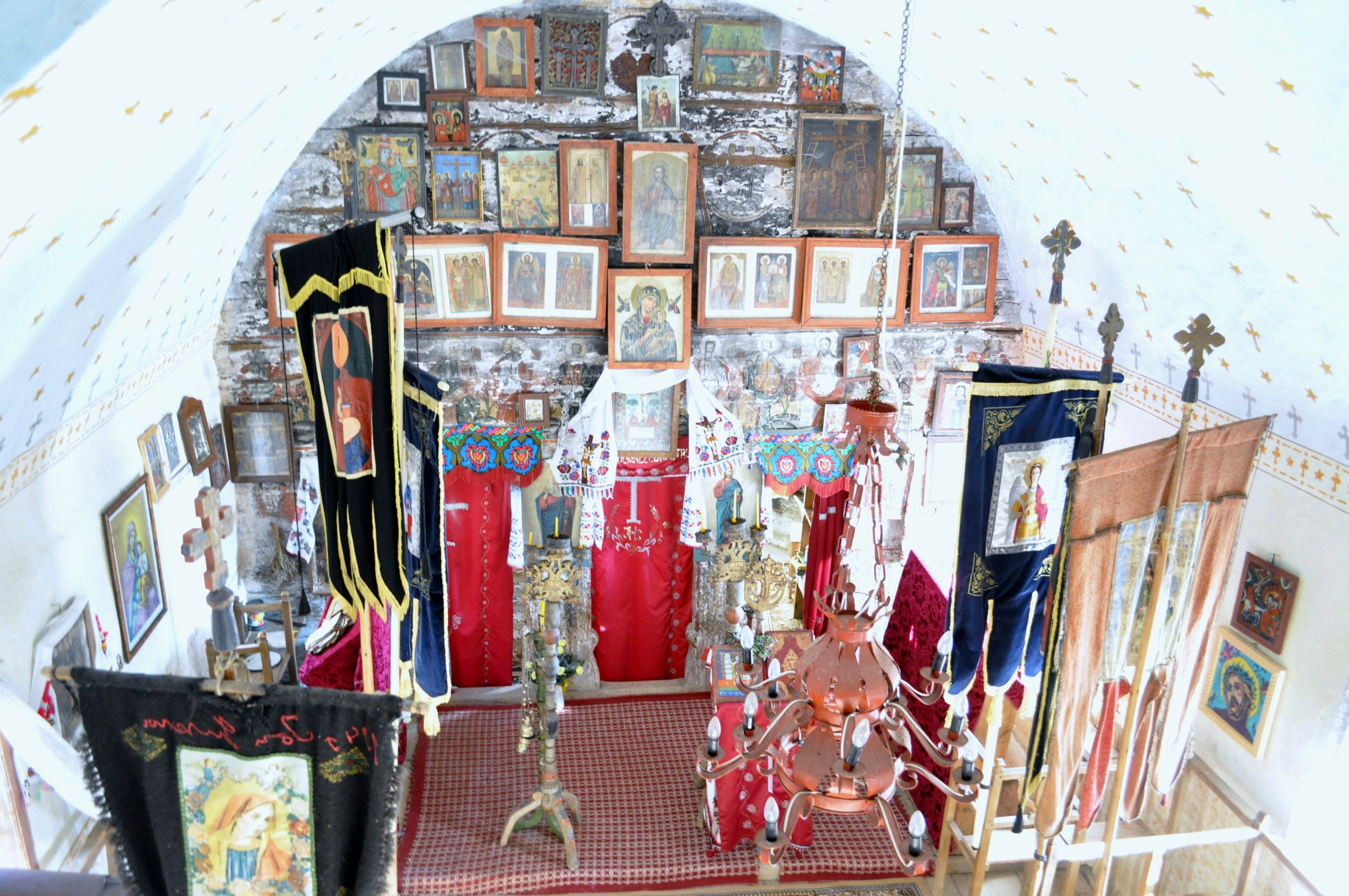
Biserica de lemn din Dealu Geoagiului (interior)
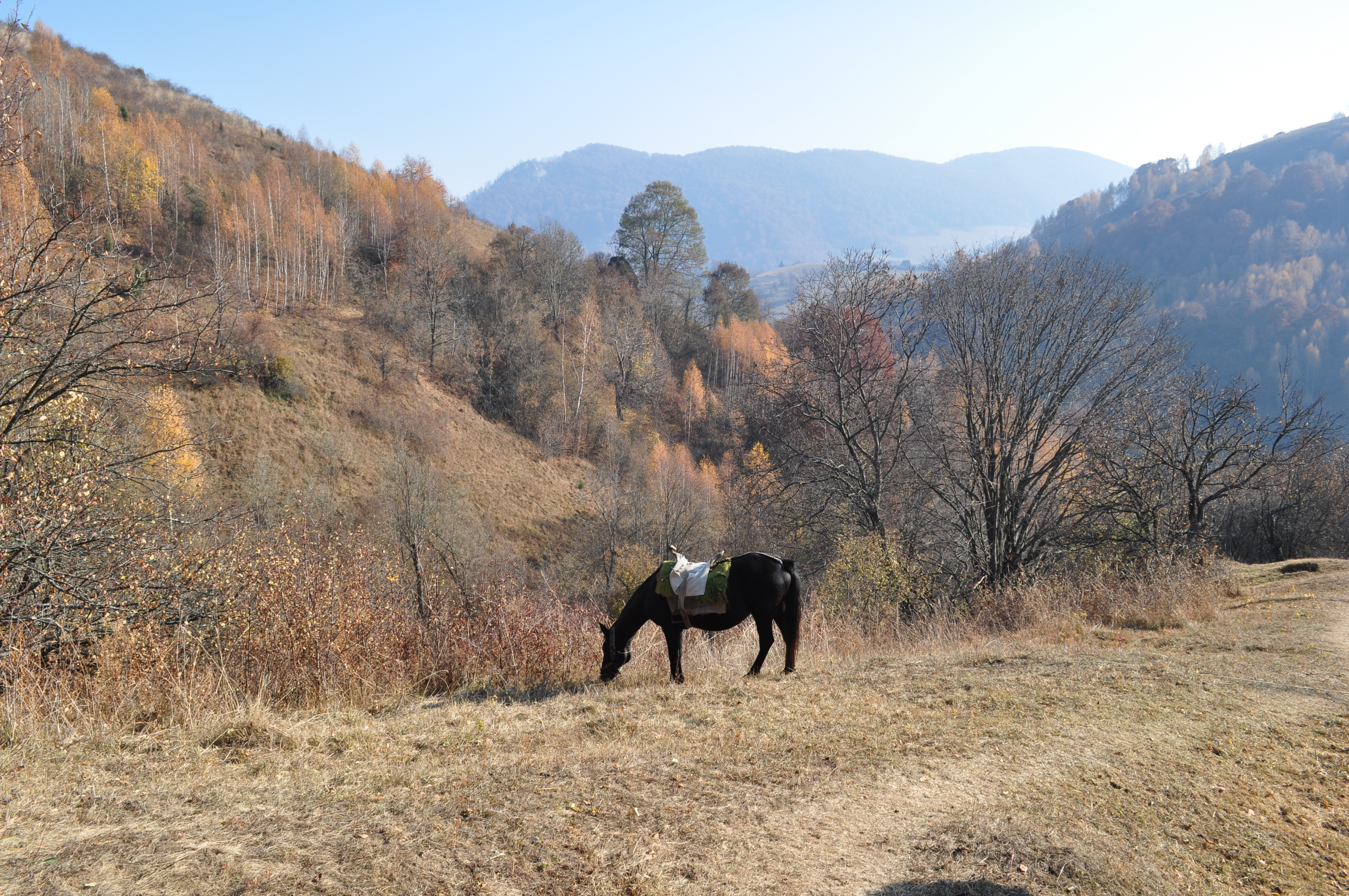
Dealu Geoagiului
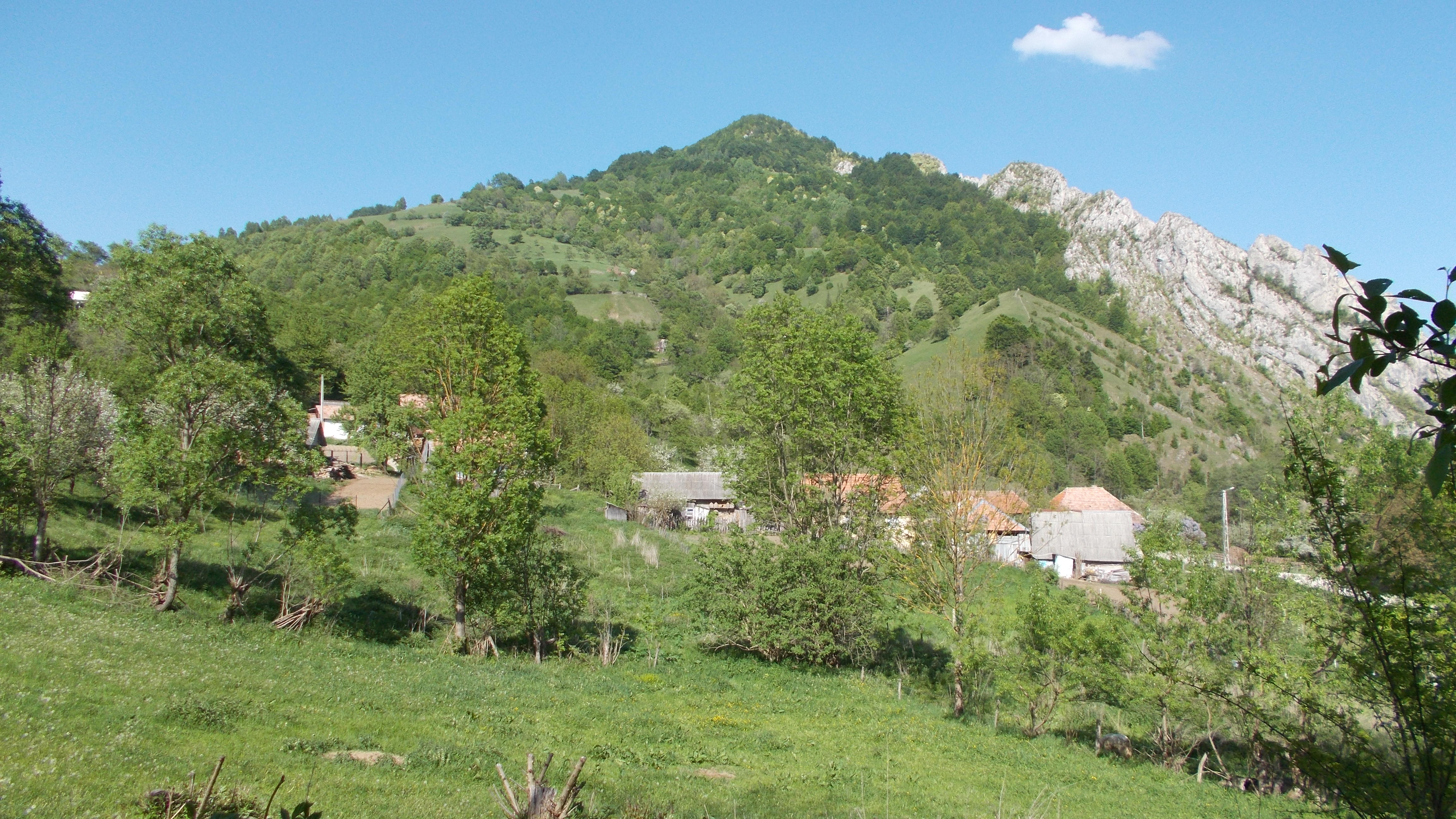
Modolești